# Wing Loong
Le Wing Loong (ou Pterodactyl) est un drone de combat moyenne altitude longue endurance (MALE), construit par l'entreprise chinoise China Aviation Industry Corporation, sa phase de conception débute en 2005 tandis que son premier vol est enregistré en 2008, il est désormais pleinement opérationnel.

## Présentation
Les ingénieurs chinois se sont grandement inspirés des caractéristiques du drone américain MQ-9 Reaper pour la conception de leur appareil, qui mesure 9,34 mètres pour une envergure de 14 mètres et une masse d'un peu plus d'une tonne, il est capable d'assurer à la fois des missions de reconnaissance longue distance et des frappes de précision. Son autonomie de vol avoisine les 20 heures, ce qui lui permet de parcourir environ 4 000 km à un plafond de 5 300 mètres. La configuration du drone est classique avec des ailes en positions moyenne, une queue en V, un train atterrissage tricycle, le drone est alimenté par un moteur à piston qui actionne une hélice tripales situé à l'arrière de l'appareil est configuré en mode "poussée". La boule de surveillance est située sous le nez du drone. Le Wing Loong a des capacités de décollage et d'atterrissage entièrement autonomes. Le drone est également équipé d'un radar à synthèse d'ouverture, d'un désignateur laser, d'une caméra FLIR, ainsi que de contre-mesures électroniques.
En dehors de ses applications militaires, le drone peut aussi servir à des fins civiles et scientifiques comme l'évaluation des catastrophes, la protection de l'environnement et la recherche atmosphérique et météorologique.

## Exportation
Le Wing Loong a très vite suscité l'intérêt d'un certain nombre de pays, en raison de sa compétitivité et de son prix nettement inférieur à celui de ses concurrents, des clients potentiels notamment en Afrique et en Asie se montrent très intéressés par le produit, un dirigeant d'AVIC  déclare en juin 2013 : « Actuellement, cinq à six nations d'Afrique et d'Asie ont exprimé leur intention d'acheter des drones Wing Loong, et nous négocions déjà avec d'autres pays ».
- Arabie saoudite[9]
- Chine
- Égypte[10]
- Émirats arabes unis[11]
- Éthiopie[12],[13]
- Indonésie
- Kazakhstan[14]
- Maroc[15]
- Pakistan

## Voir également
- CASIC WJ
- Tengden TB-001
- CASIC CH-901
- Chengdu WZ-10 (en)
- Wing Loong-3 (en)